# Punisher: War Zone
Punisher: War Zone er den anden film om Punisher, der er kendt fra tegneserier og tegnefilmen Spider-Man. Men han er mest kendt for videospillet The Punisher der udkom i 2004.
Filmen er instrueret af Lexi Alexander og skrevet af Nick Santora og Art Marcum.
Filmen kom i biograferne i 2009, men den havde amerikansk premiere i den 5. december 2008.

## Handling
Frank Castle og hans familie overværede en mafia-henrettelse og hele hans familie, undtagen ham, blev dræbt. Siden da har han dræbt lovløse.
Frank Castle har lige slagtet mafiafolk bl.a. Billy Russoti. Billy Russotis fjæs overlevede, men hans ansigt blev ødelagt, og den er blevet syet sammen af hesteskind. Han kalder sig nu Jigsaw og han vil have hævn, og det vil hans sindssyge bror Loony Bin Jim hjælpe ham med. 
Under mafia-slagtningen, dræbte han en politimand i tjeneste ved et uheld. Og Jigsaw er ude efter politimandens familie og det hjælper heller ikke når politiet er i hælene på ham.

## Medvirkende
| Rolle                         | Skuespiller           |
| ----------------------------- | --------------------- |
| Frank Castle/The Punisher     | Ray Stevenson         |
| Billy Russoti/Jigsaw          | Dominic West          |
| Loony Bin Jim                 | Doug Hutchison        |
| Speciel Agent Paul Budiansky  | Colin Salmon          |
| Kriminalassistent Martin Soap | Dash Mihok            |
| Micro                         | Wayne Knight          |
| Angela Donatelli              | Julie Benz            |
| Grace Donatelli               | Stephanie Janusauskas |